# Výsadková doková loď

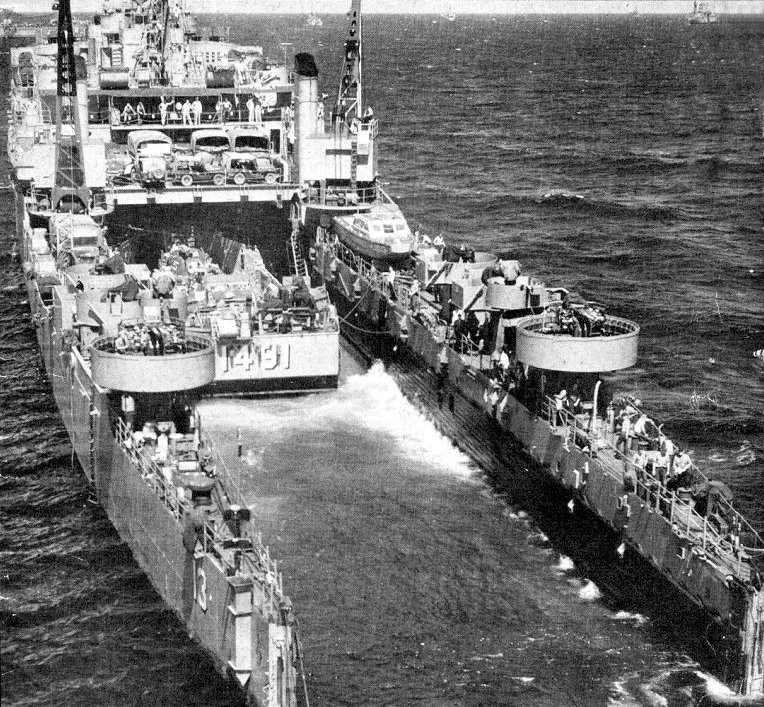
Výsadkový člun LCU-1491 v doku výsadkové dokové lodě USS Casa Grande.

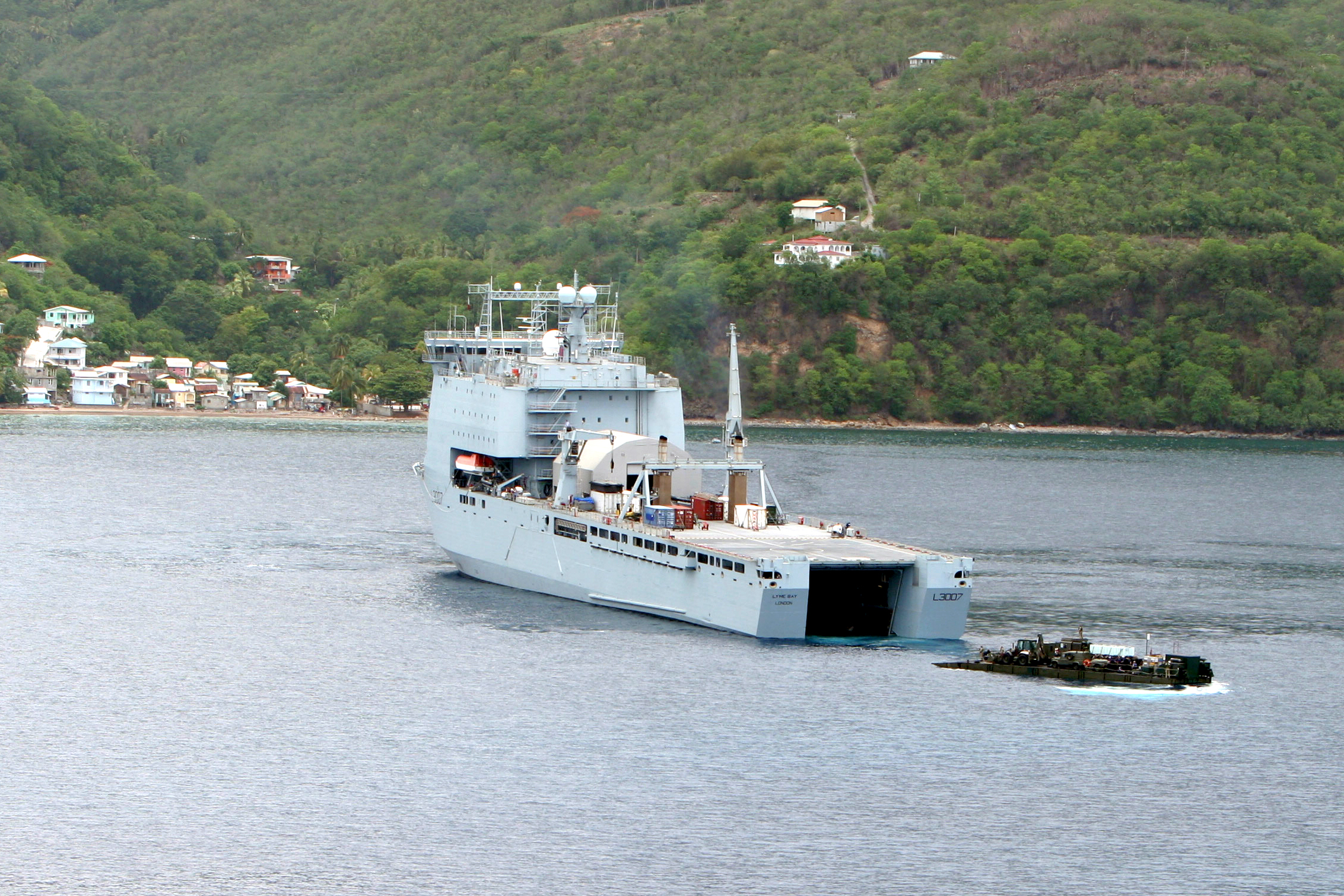
Nejnovější třídu obojživelných přístavních lodí představuje British třída Bay. Přistávací modul pro vylodění opouští dok.

Výsadková doková loď (anglicky: Dock landing ship – LSD) je označením výsadkové lodi nesoucí na palubě bojovou techniku, vojáky a vybavené dokem s výsadkovými čluny k jejich vylodění. Výsadkové dokové lodi byly vyvinuty k podpoře obojživelných operací za druhé světové války. Britové totiž potřebovali lodě, které by výsadkové čluny s vojáky a technikou převezly oceánem, pro jehož překonání byly příliš malé, až na samotné místo výsadku. Později se nad jejich dokem objevila paluba pro operace vrtulníků a nejnovější americké výsadkové dokové lodi provádějí výsadek pomocí kombinace rychlých vznášedel LCAC a těžkých transportních vrtulníků. Přímo do vody mohou vysazovat obojživelná bojová vozidla Amphibious Assault Vehicle (AAV).
Kategorií blízkou výsadkovým dokovým lodím jsou tzv. Amphibious Transport Dock (americké označení je LPD – Landing Platform Dock). Tato plavidla jsou rovněž vybavena prostorným dokem a palubou pro provoz vrtulníků, je u nich ale upřednostněna letecká složka a jsou vybaveny hangárem. Rovněž nesou méně nákladu, méně vozidel a naopak více vojáků. Výsadkové lodě typu Amphibious Transport Dock jsou v současnosti značně rozšířenější, než klasické výsadkové dokové lodě.

## Druhá světová válka
Konstrukce výsadkových dokových lodí byla inspirována konstrukcí plovoucích suchých doků. Lodě kategorie LSD měly v přední části nástavbu, prostory pro posádku a náklad, zatímco v jejich zadní části byl nekrytý dok, uzavíratelný velkými vraty. Díky balastním nádržím záď klesla, dok se naplnil vodou a mohly do něj vplout výsadkové čluny či vozidla. Pak byla voda vyčerpána a náklad zůstal stát na podlaze doku. V bočních stěnách doku pak byly mimo jiné dílny pro opravy menších vyloďovacích člunů.
Vůbec první lodě kategorie LSD představovala třída Ashland, jejíchž osm jednotek vstoupilo do služby v letech 1943-1944. Na ně navázalo 19 jednotek třídy Casa Grande dokončených v letech 1943-1946. Čtyři z nich byly předány Royal Navy. U většiny lodí třídy Casa Grande bylo možné nad dokem postavit pomocné paluby, na kterých mohla být nesena především obojživelná vozidla DUKW či výsadková vozidla LVT-5, která do vody sjížděla po rampě na zádi. Pomocná paluba se vyvinula v přistávací plošinu pro vrtulníky. Obě tyto třídy byly za druhé světové války nasazeny v řadě výsadkových operací a byly ceněny pro svou univerzálnost a odolnost.

## Další vývoj

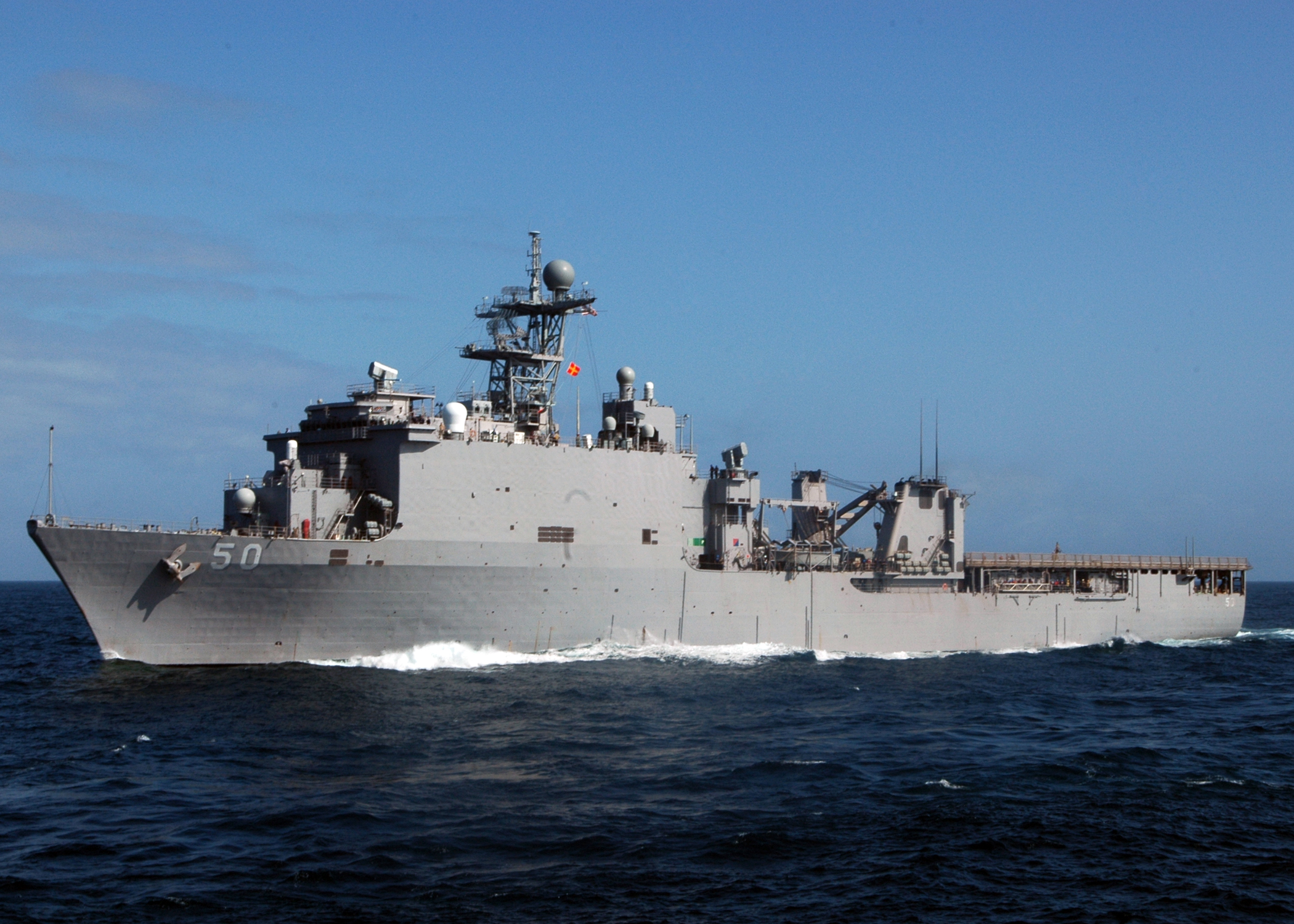
Třída Harpers Ferry

Stavbu a vývoj nových generací dokových výsadkových lodí nezastavil ani konec světové války. Díky své velikosti totiž byly schopny přepravovat stále těžší tanky a po instalaci přistávací paluby pro vrtulníky bylo jejich využití flexibilnější. Jelikož ale nejsou vybaveny hangárem, primárně tyto vrtulníky operují z jiných plavidel expedičního svazu. Původní lehké protiletadlové kanóny u novějších tříd nahradily 76mm kanóny a ještě později obranné systémy jako je Phalanx CIWS, RIM-116 Rolling Airframe Missile či vrhače klamných cílů SRBOC. Doplňují je 25mm kanóny a 12,7mm kulomety.
V polovině 50. let bylo postaveno osm nových lodí třídy Thomaston, na které v letech 1967–1972 navázalo pět jednotek třídy Anchorage. V současnosti americké námořnictvo provozuje dvanáct výsadkových dokových lodí tříd Whidbey Island a Harpers Ferry, navržených speciálně pro nesení vznášedel LCAC. Část starších amerických lodí přitom byla prodána do zahraničí.
Jedinou zemí mimo USA, která postavila vlastní výsadkové dokové lodě, je Velká Británie. Royal Navy od roku 2006 provozuje čtyři jednotky třída Bay.